# Metarranthis septentrionaria
Metarranthis septentrionaria là một loài bướm đêm trong họ Geometridae.